# ベントレー・スピードシックス

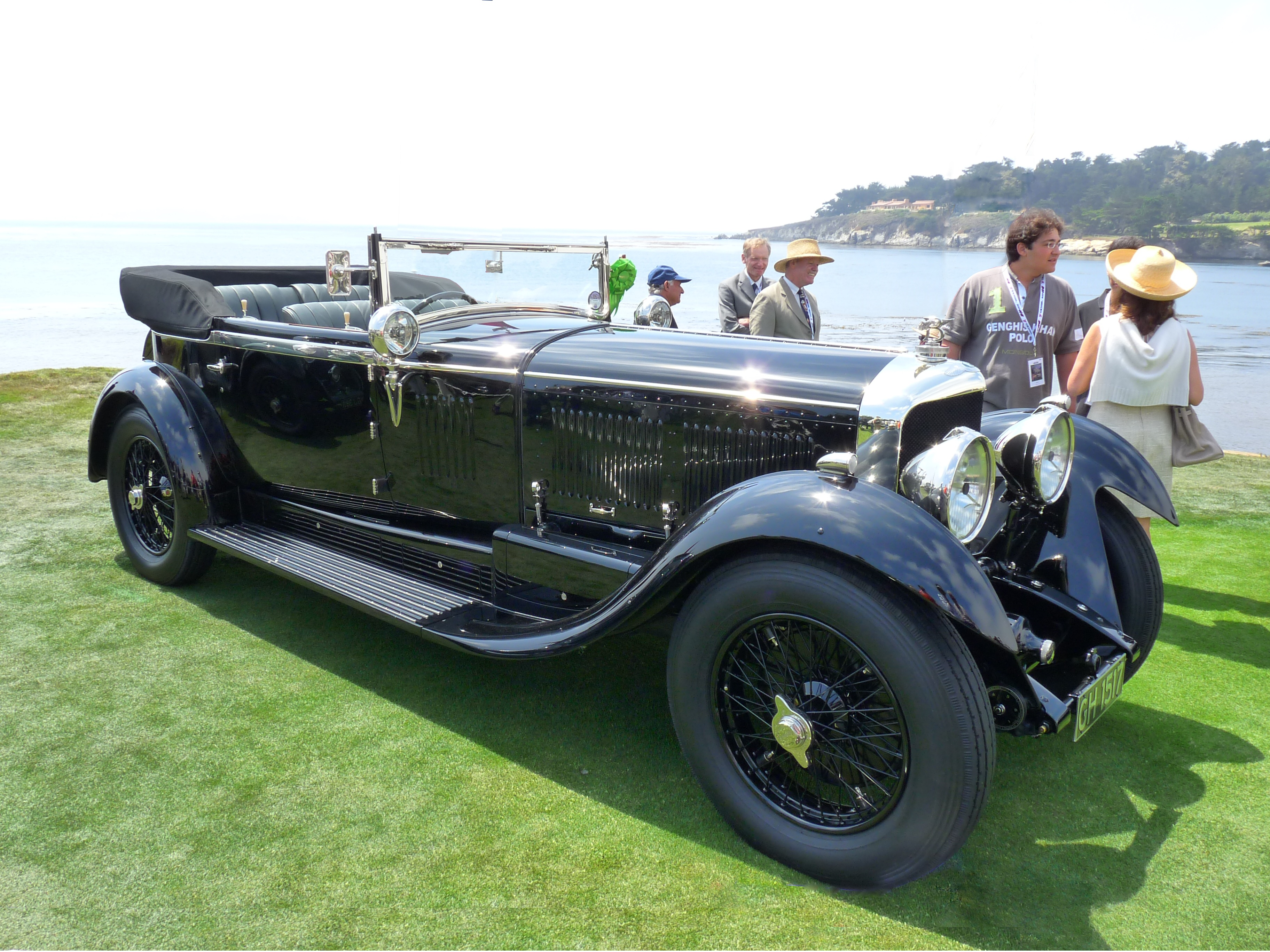
1930年スピード6 ミュリナー・ドロップヘッドクーペ

スピードシックス (Speed Six) はベントレーが6½リットルをベースに1926年から生産したスポーツカーまたは競技用スポーツカーで、最も成功したレーシング・ベントレーとなった。中でも、ベントレー会長でもあったウルフ・バーナート（Woolf Barnato ）によって1930年のブルートレインレースに出場した2台のベントレーはブルートレイン・ベントレーとして知られている。

## 概要
3リットルに設定された「スーパースポーツ」と同じ位置づけで6½リットルの高チューンドバージョンとして1926年に登場した。内径φ3.9in=約100mm×行程5.5in=約140mmの水冷直列6気筒で排気量は6,597cc。SU製ツインキャブレター、ハイカムシャフトを装備し、圧縮比を5.1に高めたエンジンは、最大出力160hpにパワーアップされていた。初期型のホイールベースは138in（約3,505.2mm）。
最高速度は92mph（約148km/h）。
ノーマルの6½リットルはエンブレムが青であるのに対し、スピード6のエンブレムは緑である。
日常用途に用いるロードカーとして販売され、例えばウルフ・バーナートの個人的なスピード6は様々なコーチビルダーによってボディを架装され、西オーストラリア州警察はパトロールカーとして2台のサルーンボディを配備した。
1930年から生産された後期型では圧縮比5.3に上げられシングルポートブロックを採用し180hpになった。またホイールベースが延長され140.5in（約3,569mm）、152.5in（約3,874mm）の2種類となった。
1930年まで生産され、生産台数は182台。

## レース用車
レーシング・バージョンはホイールベース132inで、エンジンは6.1:1に圧縮比を高められて二重点火システムを採用し200hp(150kW)/3,500rpmとなった。ベントレー・ボーイズと呼ばれる人たちの運転により数々のレースで活躍し、特に1929年のル・マン24時間レースではベントレーワークスから出場した1号車がヘンリー"ティム"バーキン（Tim Birkin ）とウルフ・バーナートにより総合優勝、1930年のル・マン24時間レースではベントレーワークスから出場した4号車がグレン・キッドストン（Glen Kidston ）とウルフ・バーナートによって総合優勝、ベントレーワークスから出場した2号車がフランク・クレモン（Frank Clement ）とリチャード・ワトニー（Richard Watney ）により総合2位を獲得している。